# Helmer Hertzhoff
Helmer Sigurd Fritiof Hertzhoff, ursprungligen Boding, född 16 maj 1873 i Prästbordet i Ytterlännäs, död 1958 i Glava, var en svensk målare, tecknare och grafiker.
Han var son till kantorn och läraren Eric Olof Boding och Ingrid Katarina Viklander samt sonson till Eric Boding som är upphovet till figurerna Gam-Bodingen och Klockaren Bod i Johan Rudolf Sundströms Janne Wängman-böcker. Han var från 1905 gift med Hulda Kristina Ström.
Hertzhoff var huvudsakligen autodidakt men utbildade sig dessutom privat för olika konstnärer och när han inledde karriären som konstnär antog han Hertzhoff. Han framträdde med separatutställningar på Hallins konsthandel i Stockholm 1909 och 1911, på Valand i Göteborg 1911 samt på Lilla utställningen i Stockholm 1931. Han medverkade i ett flertal samlingsutställningar bland annat på Värmlands nation i Uppsala 1950 och Konstnärsförbundets utställning i Berlin 1910.
Hertzhoff är mest känd som landskapsmålare med motiv från nordliga Sverige ofta med fjäll och norrsken, men har även utfört enstaka stadsbilder, porträtt och stilleben, han var även verksam som tecknare och grafiker.
Hertzhoff finns representerad på Nationalmuseum i Stockholm  med tre kolteckningar, på Thielska Galleriet med oljemålningen Skogstjärn på Göteborgs konstmuseum med oljemålningen Norrsken och på Prins Eugens Waldemarsudde.